# Милятинська сільська рада (Острозький район)
Миля́тинська сільська́ ра́да (у 1940-ві роки — Милятино-Буринська) — колишній орган місцевого самоврядування в Острозькому районі Рівненської області. Адміністративний центр — село Милятин.

## Загальні відомості
- Милятинська сільська рада утворена в 1940 році.
- Територія ради: 21,71 км²
- Населення ради: 684 особи (станом на 2001 рік)

## Населені пункти
Сільській раді підпорядковані населені пункти:
- с. Милятин

## Склад ради
Рада складалася з 16 депутатів та голови.
- Голова ради: Дубінець Іван Григорович
- Секретар ради: Мельничук Інна Володимирівна

### Керівний склад попередніх скликань
| Прізвище, ім'я, по батькові | Основні відомості                                                               | Дата обрання | Дата звільнення |
| --------------------------- | ------------------------------------------------------------------------------- | ------------ | --------------- |
| Лукащук Микола Леонідович   | Сільський голова, 1957 року народження, освіта середня спеціальна, безпартійний | 26.03.2006   | 31.10.2010      |
| Лукащук Микола Леонідович   | Сільський голова, 1957 року народження, освіта середня спеціальна, безпартійний | 31.10.2010   | 26.10.2012      |
| Дубінець Іван Григорович    | Сільський голова, 1985 року народження, освіта вища, безпартійний               | 02.06.2013   |                 |

Примітка: таблиця складена за даними сайту Верховної Ради України